# Magnesioclorophoenicite
La magnesioclorophoenicite (simbolo IMA: Mcpo) è un minerale molto raro del gruppo della clorophoenicite appartenente alla famiglia dei "fosfati, arseniati e vanadati" con composizione chimica Mg3Zn2(AsO4)(OH,O)6.
Il minerale è l'analogo del magnesio della clorophoenicite (dominata dal manganese).

## Etimologia e storia
La magnesioclorophoenicite porta questo nome in virtù del suo contenuto di magnesio e per la sua relazione con la clorophoenicite; quest'ultima a sua volta deve il suo nome a William Frederick Foshag e Robert Burns Gage che nel 1924 usarono le parole greche χλωρός ('cloros', che significa 'verde') e φοιυικος (che significa 'rosso-viola'), in allusione al suo cambiamento di colore dalla luce naturale a quella artificiale.
Inizialmente il nome del minerale era magnesium-chlorophoenicite, attribuitogli nel 1935 da Charles Palache, ma esso fu successivamente cambiato dall'Associazione Mineralogica Internazionale (IMA).

## Classificazione
Nella classica nona edizione della sistematica dei minerali di Strunz, aggiornata dall'IMA fino al 2009, elenca la magnesioclorophoenicite nella classe "8. Fosfati, arseniati, vanadati" e da lì nella sottoclasse "8.B Fosfati, ecc., con anioni aggiuntivi, senza H2O"; questa viene ulteriormente suddivisa in base alla dimensione dei cationi coinvolti e al rapporto dei costituenti del minerale, in modo tale da trovare la magnesioclorophoenicite nella sezione "8.BE Con soltanto cationi di media dimensione, (OH, ecc.):RO4 > 2:1" dove insieme alla clorophoenicite forma il sistema nº 8.BE.35.
Tale classificazione viene mantenuta anche nell'edizione successiva, proseguita dal database "mindat.org" e chiamata anche Classificazione Strunz-mindat, dove è insieme anche a un altro nuovo minerale in fase di studi, chiamato "Minerale E".
Anche nella Sistematica dei lapis (Lapis-Systematik) di Stefan Weiß la magnesioclorophoenicite si trova nella classe dei "fosfati, arseniati e vanadati" e nella sottoclasse dei "fosfati, ecc., con anioni aggiuntivi, senza H2O"; qui si trova nella sezione dei minerali "con solo cationi di medie dimensioni, (OH, ecc.):RO4 > 2:1" dove forma il sistema nº VII/B.17 insieme a clorophoenicite e jarosewichite.
Nella classificazione dei minerali secondo Dana, usata principalmente nel mondo anglosassone, la magnesioclorophoenicite si trova nella famiglia dei "fosfati, arseniati e vanadati". Qui è nella classe dei " e nella sottoclasse dei "fosfati anidri ecc., con idrossile o alogeno" e nella sottoclasse dei "fosfati anidri ecc., con idrossile o alogeno con (A2+)m(XO4)pZq, con m:p > 4:1" dove forma il "gruppo della clorophoenicite" con il numero di sistema 41.1.1 insieme (anche in questa classificazione) a clorophoenicite e jarosewichite.

## Abito cristallino
La magnesioclorophoenicite cristallizza nel sistema monoclino con il gruppo spaziale C2/m (gruppo nº 12) con i parametri reticolari a = 23,02 Å, b = 3,303 Å, c = 7,346 Å e β = 106,22°, oltre ad avere 2 unità di formula per cella unitaria.

## Origine e giacitura
La magnesioclorophoenicite è un minerale molto raro ed è stato trovato solo nella sua località tipo, la miniera "Franklin" (41.11583°N 74.5875°W) nella contea di Sussex (nel New Jersey) e nella miniera "Sterling", nella medesima contea (Stati Uniti).

## Forma in cui si presenta in natura
La magnesioclorophoenicite si presenta come cristalli aciculari disposti casualmente o in aggregati radiali di cristalli fibrosi. La lucentezza varia da semi-adamantina, a vitrea, semi-vitrea, a serica e il colore va dal bianco al giallo pallido, ma può essere anche incolore, così come è incolore alla luce trasmessa. Il colore del suo striscio sulla mattonella di prova è bianco.